# Big Foot – Das größte Monster aller Zeiten
Big Foot – Das größte Monster aller Zeiten (Originaltitel: Bigfoot) ist ein US-amerikanischer Horrorfilm von Regisseur Robert Slatzer aus dem Jahr 1970. In Deutschland wurde der Film mit einigen Jahren Verspätung am 21. Oktober 1976 erstaufgeführt.

## Handlung
Die Bewohner eines kleinen Ortes in den Rocky Mountains leben in Furcht vor dem Ungeheuer Bigfoot. Im Laufe der Handlung stürzt eine Pilotin mit ihrem Flugzeug ab. Unbekannte Kreaturen entführen sowohl die Pilotin sowie Ricks Freundin und binden sie an Bäumen fest. Weil der Sheriff keine Anstalten macht, zur Rettung zu schreiten, machen sich der einarmige Jasper B. Hawks zusammen mit Rick auf den Weg, die Frauen zu retten. Unterstützt werden sie dabei von einer Rockerbande mit ihren brandneuen Yamaha-Motorrädern, die von ihren nur mit Bikinis bekleideten Freundinnen begleitet werden.
Zwischenzeitlich haben die Kreaturen Joi Landis an Big Foot übergeben. Er flüchtet mit ihr vor den herannahenden Rockern. Nach einer längeren Verfolgungsjagd, bei der Joi freikommt, zieht sich Big Foot in eine Höhle zurück. Einer der Rocker wirft eine Sprengstoffladung in die Höhle, die daraufhin einstürzt.

## Kritik
Roger Ebert gab dem Film eineinhalb Sterne.
Das Lexikon des internationalen Films schrieb kurz und bündig, Big Foot sei ein „Primitiver Horrorfilm mit unfreiwillig komischen Einlagen“, was Ronald M. Hahn und Volker Jansen in ihrem Lexikon des Science Fiction Films präzisierten: Big Foot beeindruckt wegen seines unfreiwilligen Humors und der schlampigen Kostümierung der haarigen Hybriden: Einer der in die Felle gesteckten ›Affenmenschen‹ war nicht mal in der Lage, sein ›Hemd‹ in die ›Hose‹ zu stecken.